# Poro nucleare

Poro nucleare (disegno schematico) Sono visibili l'ottamero proteico e i raggi

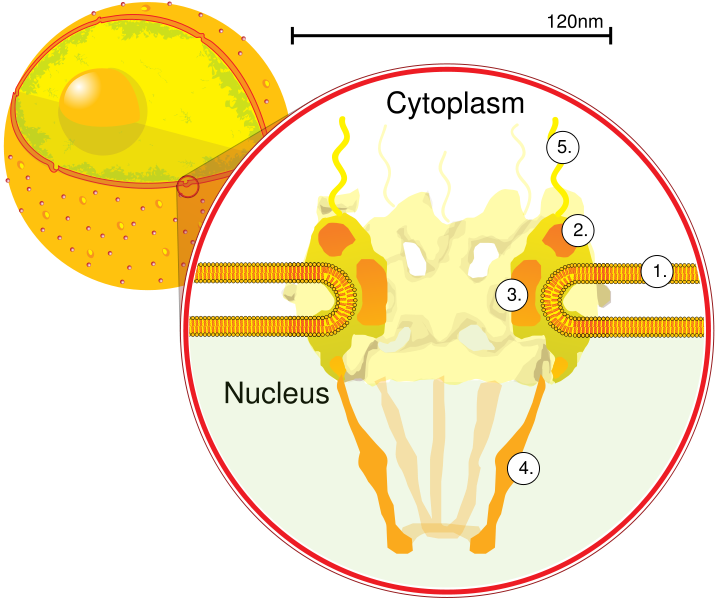
Poro nucleare (vista laterale) 1. Membrana nucleare. 2. Anello citoplasmatico. 3. Struttura a raggiera. 4. Canestro nucleare. 5. Filamenti. (Disegno basato su immagini di microscopia elettronica)

Il poro nucleare è un complesso proteico dalla forma assimilabile ad un cilindro che attraversa entrambe le membrane che costituiscono l'involucro nucleare, a livello del quale le membrane si fondono tra loro. Il numero di pori varia in relazione alle dimensioni del nucleo, ma soprattutto in conseguenza dell'attività biosintetica della cellula. Mediamente una cellula somatica umana possiede circa quattromila pori nucleari, mentre il nucleo di un uovo di anfibio, che ha un alto livello di sintesi e di trasporto di RNA nel citoplasma, ne possiede decine di migliaia.

## Componenti
I pori nucleari sono composti da otto proteine canale disposte ad ottamero e da centinaia di altre proteine che formano le diverse subunità, per un totale di 120 MDa di massa; queste proteine prendono il nome di nucleoporine. Esistono le subunità ad anello, subunità a colonna, subunità laminare, subunità anulare, fibrille e canestro nucleare.
Le molecole più piccole (fino a 5 kDa) attraversano il poro per diffusione, molecole più grandi (fino a 60 kDa) prive di segnali di localizzazione nucleare (NLS, nuclear localisation signal) passano con velocità inversamente proporzionale alla loro massa.
Dalle osservazioni al microscopio elettronico si ritiene che il poro sia formato da quattro anelli:
1. anello citoplasmatico (a cui sono legati filamenti citoplasmatici), sulla membrana esterna;
2. anello nucleare sulla membrana nucleare interna;
3. un anello di raggi interni che circonda la membrana interna e il trasportatore centrale;
4. un anello di raggi esterni che circonda le due membrane dell’involucro nucleare.

I due ottameri sono collegati tra loro grazie a una struttura a raggiera, formata da proteine che delimitano il canale centrale che attraversa l'involucro. All'interno del canale sono state riscontrate altre proteine e trasportatori responsabili del movimento delle macromolecole attraverso la membrana nucleare. Il centro del poro appare spesso contenere una struttura simile a un tappo detta plug. Non è ancora chiaro se ciò corrisponda a una struttura facente parte del poro o se si tratti solo di un cargo molecolare catturato mentre transita attraverso il poro.
Le molecole più piccole non passano attraverso il canale centrale, ma attraverso canali più piccoli (9-10 nm) ricavati tra i "raggi", mentre quelle più grandi necessitano di un segnale che permetta loro di allargare il canale.
Inoltre i pori nucleari sono assenti nella cellula procariotica perché priva di un nucleo ben definito.

## Dimensioni e complessità
L'intero complesso del poro nucleare ha un diametro di circa 120 nm, il diametro dell'apertura (diametro funzionale) è di circa 9 nanometri e la sua "profondità" è di circa 200 nm. Si suppone che il poro possa dilatarsi fino a circa 26 nm per consentire il passaggio delle molecole. La massa molecolare del complesso del poro nei mammiferi è di circa 120 MDa e contiene circa 30 componenti proteiche diverse, ognuna in più copie. Al contrario, nel lievito Saccharomyces cerevisiae è più piccolo, pesa solo 66 MDa.